# Mistrzostwa Świata w Narciarstwie Alpejskim 1999 – kombinacja mężczyzn
Kombinacja mężczyzn na 35. Mistrzostwach Świata w Narciarstwie Alpejskim została rozegrana w dniach 8-9 lutego 1999 roku, na trasach w Vail i Beaver Creek. Tytuł sprzed dwóch lat obronił Kjetil André Aamodt z Norwegii. Drugie miejsce zajął jego rodak, Lasse Kjus, zaś brązowy medal zdobył Szwajcar Paul Accola.

## Wyniki
| Ranking | Zawodnik                        | Państwo           | Czas    | Strata |
| ------- | ------------------------------- | ----------------- | ------- | ------ |
| 01 !    | Kjetil André Aamodt             | Norwegia          | 2:43,09 | -      |
| 02 !    | Lasse Kjus                      | Norwegia          | 2:43,25 | +0,16  |
| 03 !    | Paul Accola                     | Szwajcaria        | 2:43,62 | +0,53  |
| 4       | Christian Mayer                 | Austria           | 2:43,89 | +0,80  |
| 5       | Bruno Kernen                    | Szwajcaria        | 2:44,92 | +1,83  |
| 6       | Michael Walchhofer              | Austria           | 2:44,98 | +1,89  |
| 7       | Alessandro Fattori              | Włochy            | 2:45,88 | +2,79  |
| 8       | Yves Dimier                     | Francja           | 2:47,04 | +3,95  |
| 9       | Andreas Ertl                    | Niemcy            | 2:48,06 | +4,97  |
| 10      | Ivan Bormolini                  | Włochy            | 2:48,27 | +5,18  |
| 11      | Andrzej Bachleda-Curuś          | Polska            | 2:48,37 | +5,28  |
| 12      | Kristian Ghedina                | Włochy            | 2:48,76 | +5,67  |
| 13      | Darin McBeath                   | Kanada            | 2:49,67 | +6,58  |
| 14      | Patrik Järbyn                   | Szwecja           | 2:50,03 | +6,94  |
| 15      | AJ Bear                         | Australia         | 2:51,94 | +8,85  |
| 16      | Jakub Fiala                     | Stany Zjednoczone | 2:52,32 | +9,23  |
| 17      | Santi López                     | Andora            | 2:53,93 | +10,84 |
| 18      | Yasuyuki Takishita              | Japonia           | 2:55,25 | +12,16 |
| 19      | Andrej Prevužňák                | Słowacja          | 2:55,52 | +12,43 |
| 20      | Jan Holický                     | Czechy            | 2:56,96 | +13,87 |
| 21      | Mykoła Skriabin                 | Ukraina           | 3:05,12 | +22,03 |
| 22      | Paul Patrick Schwarzacher-Joyce | Irlandia          | 3:11,98 | +28,89 |
| —       | Jernej Koblar                   | Słowenia          | DNF     | —      |
| —       | Antoine Dénériaz                | Francja           | DNF     | —      |
| —       | Arne Hardenberg                 | Dania             | DNF     | —      |
| —       | Craig Branch                    | Australia         | DNF     | —      |
| —       | Cristian Javier Simari Birkner  | Argentyna         | DNF     | —      |
| —       | Stefan Stankalla                | Niemcy            | DNF     | —      |
| —       | Vincent Lavoie                  | Kanada            | DNF     | —      |
| —       | Sacha Gros                      | Stany Zjednoczone | DNF     | —      |
| —       | Gregor Šparovec                 | Słowenia          | DNF     | —      |
| —       | Mario Reiter                    | Austria           | DNF     | —      |
| —       | Werner Franz                    | Austria           | DNF     | —      |
| —       | Jürg Grünenfelder               | Szwajcaria        | DNF     | —      |
| —       | Casey Puckett                   | Stany Zjednoczone | DNF     | —      |
| —       | Andriej Filiszkin               | Rosja             | DNF     | —      |